# Acanthaxius formosa
Acanthaxius formosa är en kräftdjursart som beskrevs av Brian Frederick Kensley och Chan 1998. Acanthaxius formosa ingår i släktet Acanthaxius och familjen Axiidae. Inga underarter finns listade i Catalogue of Life.